# 科勒爾希爾 (肯塔基州)
科勒爾希爾（英語：Coral Hill）是位於美國肯塔基州巴倫縣的一個非建制地區。

## 地理
科勒爾希爾所處的海拔為高於海平面258米（即846英呎），而該地所採用的時區為UTC-6，即北美中部時區（CST）。同時該地設有夏令時間，為UTC-6調快一小時，即UTC-5（CDT）。